# Ogcodes acroventris
Ogcodes acroventris este o specie de muște din genul Ogcodes, familia Acroceridae, descrisă de Nartshuk în anul 1982. Conform Catalogue of Life specia Ogcodes acroventris nu are subspecii cunoscute.